# Habitatge al carrer Creus, 25 (Sant Feliu de Codines)
L'Habitatge al carrer Creus, 25 és una obra de Sant Feliu de Codines (Vallès Oriental) inclosa a l'Inventari del Patrimoni Arquitectònic de Catalunya.

## Descripció
Casa unifamiliar entre parets mitgeres coberta a dues vessants i amb carener paral·lel a la façana. Consta de planta baixa i dos pisos, a l'última se nombren uns arcs que correspon a les golfes. Portal amb llinda d'una sola peça amb la data: 1727. Finestra amb arc pla i llinda d'una sola peça, posteriorment fou convertida en baló. La casa es troba en perfecte estat de conservació.

## Història
Aquesta casa correspon a la xarxa de noves construccions bastides a partir del segle xviii, com a resultat del desenvolupament econòmic que visqué la vila en tota aquesta època.